# کوریا (جزایر)
کوریا (انگلیسی: Kuria) یک جزیره در کیریباتی است که در اقیانوس آرام واقع شده‌است.